# Paramaxates vagata
Paramaxates vagata là một loài bướm đêm trong họ Geometridae.